# Nordyke Marmon & Company
Nordyke Marmon & Company fue un fabricante estadounidense de molinos de grano, ubicado en Indianápolis, Indiana.

## Primeros años
La empresa comenzó en 1851 con el nombre de Nordyke, Ham & Company, dedicada a la fabricación de maquinaria de molienda en un pequeño taller en Richmond (Indiana). Anteriormente, Ellison Nordyke, un destacado constructor de molinos, había estado fabricando equipos de fresado hechos a mano él mismo en Richmond. Los muelas de piedra para moler el grano se importarban de Francia.
En 1858, Addison H. Nordyke y su padre, Ellison, formaron una sociedad para fabricar y construir molinos de grano. La compañía se llamó E. & A.H. Nordyke, y estaba instalada en un pequeño edificio justo detrás de la casa de Ellis Nordyke, que sirvió como la primera planta. Este negocio continuó hasta 1866 cuando Daniel W. Marmon se unió a la firma y el nombre cambió a Nordyke Marmon & Company. Alrededor de 1870, Nordyke Marmon & Co. fue una de las principales empresas especializadas en la construcción de molinos. Amos K. Hallowell comenzó con la compañía en 1875 y permaneció hasta 1895.
Addison H. Nordyke permaneció en la compañía como administrador activo hasta 1899 y como accionista y director hasta 1904. Daniel W. Marmon continuó su conexión oficial activa con la compañía hasta su muerte en 1909.

## Traslado a Indianápolis
En 1875, la empresa Nordyke Marmon & Company se trasladó a Indianápolis para disponer de mejores instalaciones de fabricación y envío. La Quaker City Works, ubicada en el oeste de Indianápolis junto al Ferrocarril de Indianápolis & Vincennes y al Ferrocarril Belt, fue comprada en 1876. La empresa creció en esta ubicación y se hizo conocida como la principal constructora de molinos de Estados Unidos.
Nordyke Marmon exportó productos de maquinaria a Canadá, México, América Central y América del Sur, suministrando equipos completos de maquinaria para molinos harineros, molinos de grano, molinos de cereal, almidón y de arroz, así como todo tipo de cintas y tornillos elevadores. Produjeron molinos de rodillos, remachadoras, empacadoras cárnicas, maquinaria de mezcla, y maquinaria de molienda de arroz, maíz y almidón, además de numerosas máquinas especiales.

## Marmon Motor Car Company
Los hijos de Marmon que dirigían Nordyke Marmon estaban descontentos con los automóviles de finales del siglo XIX y principios del XX. En 1902 construyeron un automóvil de lujo para satisfacer sus propios criterios. Howard Carpenter Marmon pasó a desarrollar los Marmon, una serie de innovadores automóviles de lujo pioneros en la utilización del aluminio en chasis, carrocerías y motores.
Allis-Chalmers compró Nordyke Marmon & Company en 1926, que dejó de fabricar molinos.